# Tipula (Lunatipula) aperta
Tipula (Lunatipula) aperta is een tweevleugelige uit de familie langpootmuggen (Tipulidae). De soort komt voor in het Nearctisch gebied.